# Liste der Mitglieder der National Academy of Sciences/1920
Im Jahr 1920 wählte die National Academy of Sciences der Vereinigten Staaten 21 Personen zu ihren Mitgliedern.

## Neugewählte Mitglieder
- Frank Dawson Adams (1859–1942)
- James R. Angell (1869–1949)
- Henry Armsby (1853–1921)
- Wilder Bancroft (1867–1953)
- Hans Blichfeldt (1873–1945)
- Anton Carlson (1875–1956)
- William Duane (1872–1935)
- Lewis R. Jones (1864–1945)
- Marie Ennemond Camille Jordan (1838–1922)
- Elmer Kohler (1865–1938)
- Antoine François Alfred Lacroix (1863–1948)
- Charles Kenneth Leith (1875–1956)
- Clarence McClung (1870–1946)
- Elmer V. McCollum (1879–1967)
- Heike Onnes (1853–1926)
- George W. Pierce (1872–1956)
- David Prain (1857–1944)
- Santiago Ramon y Cajal (1852–1934)
- Harris Ryan (1866–1934)
- Joel Stebbins (1878–1966)
- Bailey Willis (1857–1949)